# Jösse Olsson (Stenbock, äldre ätten)
Jösse Olsson (Stenbock, äldre ätten), född 1400-talet, död 1488 i Reval, var en svensk hövitsman, fogde och riksråd.

## Biografi
Jösse Olsson (Stenbock, äldre ätten) var son till riksrådet och häradshövdingen Olof Jönsson (Stenbock, äldre ätten) i Sunnerbo härad och Sestrid Knutsdotter (Barun). Han nämns första gången 1441 då han följde Karl Knutsson (Bonde) från Sverige till Viborg. Jösse Olsson var från mellan 1448–1451 till mellan 1452–1555 hövitsman på Viborgs slott. Han var från 1463 till 1471 riksråd och från 1465 till hövitsman över Övre och Nedre Satakunda. År 1466 var han fogde på Åbo och 1479 i Pikis. Han avled 1488 i Reval.

### Egendom
Jösse Olsson hade Karjaskylä i Uskela socken som sin sätesgård. Han ägde jord i Borgå socken i Nyland och i Ydre härad i Östergötland.

### Familj
Jösse Olsson  var gift med Karin Magnusdotter, dotter till Magnus Fleming. De fick tillsammans dottern Elin Jönsdotter som var gift med fogden och häradshövdingen Klas Kurke.